# Hernán Naval
Hernán Fernando Naval Parapar Lugo, 1962 - Ribadeo, Lugo, 2001) fue un director de banda, trompetista y político español.
Creador de la banda de Ribadeo, de la Academia de Música Carlos Álvarez Fernández-Cid y de la escuela municipal de música de Ribadeo (para la que se están haciendo gestiones para que lleve su nombre), de las que fue director.